# داگلاس هافستادر
داگلاس هافستادر (انگلیسی: Douglas Hofstadter؛ زادهٔ ۱۵ فوریهٔ ۱۹۴۵) یک دانشمند اهل ایالات متحده آمریکا است.
از آثار معروف او می‌توان به کتاب «گودل، اشر، باخ» اشاره کرد که برندهٔ جایزه پولیتزر شده‌است.